# Silvia Turani

a Compétitions nationales et continentales officielles uniquement.

b Matchs officiels uniquement.
Silvia Turani, née le 6 juillet 1995 à Grumello del Monte (Italie) est une joueuse internationale italienne de rugby à XV. Elle évolue habituellement au poste de pilier mais peut également jouer talonneur. Professionnelle, elle joue en Angleterre, aux Harlequins.

## Biographie
Silvia Turani découvre le rugby à XV en Espagne au cours de ses études, durant un échange Erasmus. De retour en Italie, elle commence ce sport à vingt-et-un ans avec le club de Rugby Colorno, le plus proche de son université. Dès l'année suivante, elle vit sa première sélection avec l'Italie contre la France.
En novembre 2019, elle devient la première joueuse italienne convoquée avec les Barbarians contre le pays de Galles au Millennium Stadium de Cardiff.
Dans le cadre de ses études en marketing alimentaire, elle part en France et joue une saison au FC Grenoble. Elle y subit une rupture des ligaments croisés et fait sa rééducation en Italie.
Après avoir joué la Coupe du monde 2021, Silvia Turani signe aux Exeter Chiefs qui vont en finale du Championnat d'Angleterre (remplaçante, elle n'entre pas en jeu)[réf. nécessaire]. Peu à l'aise au club, où elle juge l'ambiance assez froide, elle décide ne pas renouveler son contrat et trouve un club en France, mais au dernier moment elle reçoit une offre des Harlequins, qu'elle accepte.
Au mois d'août 2023, elle est à nouveau convoquée en équipe nationale pour participer à la première édition du WXV. Elle est titulaire lors des trois rencontres.[réf. nécessaire] Elle se plait aux Harlequins, club qu'elle décrit comme « plus humain ». En 2024, elle fait partie des joueuses mises sous contrat par la Fédération italienne et joue le Tournoi des Six Nations.[réf. nécessaire]
En 2024-2025 elle joue le WXV puis le Six Nations,, où elle est titulaire lors des cinq rencontres.[réf. nécessaire]

## Palmarès
- Finaliste du Championnat d'Italie en 2017.
- Vainqueur du Championnat d'Italie en 2018.
- Finaliste du Championnat d'Angleterre en 2023.